# مهین‌دخت گرگانی
مهین‌دخت گرگانی (۱۳۷۶–۱۳۱۰) پزشک و نمایندهٔ حوزهٔ انتخابیهٔ گرگان در دوره بیست و سوم مجلس شورای ملی بوده‌است. او در مجلس عضو کمیسیون بهداری بود.

## زندگی‌نامه
مهین‌دخت در سال ۱۳۱۰ در تهران زاده شد. پدرش محمد آخوند گرگانی، از رهبران ایل یموت ترکمن و نماینده ده دوره مجلس شورای ملی، و مادرش طوبی نصرتی‌فرد، از اهالی تهران، بود و برادرش نیز منصور گرگانی نام داشت. او تحصیلات ابتدایی و دبیرستانی خود را در تهران گذراند و سپس در رشته پزشکی دانشگاه تهران پذیرفته شد. او در سال ۱۳۳۷ با تخصص زنان و مامایی به عنوان نخستین پزشک زن از قوم ترکمن فارغ‌التحصیل شد. او پس از پایان تحصیلات به گرگان رفت و در بیمارستان پهلوی (پنج آذر کنونی)، به‌عنوان نخستین پزشک زن آغاز به کار کرد. وی دو سال را در گرگان گذراند و سپس به تهران بازگشت.
او در سال ۱۳۳۹ برای ادامه تحصیل به انگلستان رفت و تحصیل را در رشته پزشکی کودکان در یکی از دانشگاه‌های لندن آغاز کرد. او پس از سه سال و گذراندن دوره تخصصی در رشته بهداشت و تغذیه کودکان، در سال ۱۳۴۲ به ایران و گرگان بازگشت و مطبش را در این شهر افتتاح کرد. او در سال ۱۳۴۳ با منوچهر نوازش که یک فعال سیاسی و فرهنگی بود، ازدواج کرد که حاصل آن دو دختر به نام‌های نیما و آتیکا بود. همسرش در سال ۱۳۵۰ در اثر ابتلا به سرطان درگذشت.
مهین‌دخت در سال ۱۳۵۳ در انتخابات میان‌دوره‌ای مجلس بیست و سوم از حوزه گرگان به مجلس شورای ملی راه یافت. او نخستین زنی بود که از گرگان به محلس راه می‌یافت. او پس از دوران نمایندگی در تهران ماند و در مطبش در بلوار کشاورز تهران در کنار بیمارستان باهنر به ادامه کار خویش پرداخت. وی پس از انقلاب اسلامی از فعالیت‌های اجتماعی و سیاسی دست کشید و سرانجام در ۲۸ مرداد ۱۳۷۶ در اثر سرطان درگذشت.